# Округ Баканан (Вирџинија)
Округ Бaканан (енгл. Buchanan County) је округ у америчкој савезној држави Вирџинија.

## Демографија
По попису из 2010. године број становника је 24.098, што је 2.88 (-10,7%) становника мање него 2000. године.
| Група             | 2000.          | 2010.          |
| Белци             | 26.007 (96,4%) | 23.205 (96,3%) |
| Афроамериканци    | 708 (2,6%)     | 616 (2,6%)     |
| Азијати           | 37 (0,1%)      | 53 (0,2%)      |
| Хиспаноамериканци | 128 (0,5%)     | 95 (0,4%)      |
| Укупно            | 26.978         | 24.098         |